# سینمای کنیا

سوپا مودو ۲۰۱۸ محصول سینمای کنیا

سینمای کنیا به صنعت فیلم‌سازی کنیا اشاره دارد. اگرچه در مقایسه با غرب، این صنعت بسیار کوچک است. با این همه جغرافیای کنیا از دهه ۴۰ مورد توجه هالیوود بود. از دهه ۵۰ با اولین تولید فیلم بلند در کنیا به نام مردان در برابر خورشید محصول ۱۹۵۲ این روند شتاب بیشتری گرفت.
جدای از تولید فیلم بلند در جغرافیای کنیا، حیات وحش و طبیعت بی‌نظیر این سرزمین همیشه خاستگاه تولید مستند حیات وحش بوده‌است و دولت کنیا از این منظر درآمد کلانی بدست می‌آورد. کمپانی‌های بزرگ فیلمسازی در زمینه فیلم مستند حضوری حداقل ۷۰ ساله در کنیا دارند. بنگاه‌های خبری مانند بی‌بی‌سی نیز از سال ۱۹۵۰ تاکنون مجموعه‌های بسیاری دربارهٔ حیات وحش کنیا تولید کردند. دیوید اتنبرو از شناخته شده‌ترین افراد در این زمینه است.
سینمای داستانی و تولید فیلم بلند همیشه در کنیا با مشکل سرمایه روبرو بوده‌است. اگرچه چندین کارگردان حرفه‌ای از کنیا به سینمای جهان معرفی شدند که دست برقضا بیشتر آنان فیلمسازان زن بوده‌اند. جین موننه-موراگو با ۳ فیلم مناقصه (۱۹۷۹)، یک انتخاب (۱۹۹۱) و پشت درهای بسته (۲۰۰۳)؛ وانوری کهیو با ۳ فیلم از نجوا (۲۰۰۸)، پامزی (۲۰۰۹) و دوست (۲۰۱۸)؛ وانجیرو کینیانجوئی با آفریقا نام یک زن است (۲۰۰۹)؛ آن مونگای با قول عشق (۲۰۰۰)؛ ناتان کولت با باهم عالی (۲۰۱۰) و هاوا اسومن با پسر روح (۲۰۱۸) از مهمترین فیلم‌سازان کنیایی می‌باشند.
با این همه لوپیتا نیونگو بازیگر و کارگردان کنیایی مهمترین سهم را در شناساندن سینمای کنیا به جهان داشته‌است. بازی لوپیتا نیونگو در نقش پتسی در فیلم ۱۲ سال بردگی محصول سال ۲۰۱۳ به کارگردانی استیو مک‌کوئین، جایزه اسکار بهترین بازیگر نقش مکمل زن را برای او و سینمای کنیا به ارمغان آورد. این فیلم زندگی واقعی شخصی به نام سالومون نورثاپ (با بازی چیوتل اهیرفور) را روایت می‌کند که برای مدت ۱۲ سال از سوی عده‌ای تاجر برده به عنوان برده ربوده می‌شود.

## فیلم‌هایی که تمام یا بخشی از آن در کنیا فیلمبرداری شدند

خارج از آفریقا ۱۹۸۵

- هورن بازرگان (۱۹۳۱)
- معادن شاه سلیمان (۱۹۵۰)
- برف‌های کلیمانجارو (۱۹۵۲)
- موگامبو (۱۹۵۳)
- سیمبا (۱۹۵۵)
- سافاری (۱۹۵۶)
- شیر (۱۹۶۲)
- آزاد (۱۹۶۶)
- امانوئل سیاه ۱۹۷۵)
- توطئه ویلبی (۱۹۷۵)
- آشانتی (۱۹۷۹)
- جستجو برای آتش (۱۹۸۱)
- مبلغ مذهبی (۱۹۸۲)
- خارج از آفریقا (۱۹۸۵)
- گوریل‌ها در مه ۱۹۹۸آزادی را فریاد کن (۱۹۸۷)
- گوریل‌ها در مه (۱۹۸۸)

گوریل‌ها در مه ۱۹۹۸

- ایس ونچورا: هنگامی که طبیعت فرا می‌خواند (۱۹۹۵)
- روز استقلال (۱۹۹۶)
- خواب آفریقا رو دیدم (۲۰۰۰)
- کمپانی (۲۰۰۲)
- برداشت‌های زیر آب (۲۰۰۲)
- باغبان وفادار (۲۰۰۵)
- تلقین (۲۰۱۰)
- در یک دنیای بهتر (۲۰۱۰)
- حس بی‌نقص (۲۰۱۱)
- بهشت: عشق (۲۰۱۲)
- بهشت: امید (۲۰۱۳)